# 曼努埃尔·安东尼奥·奥尔蒂斯

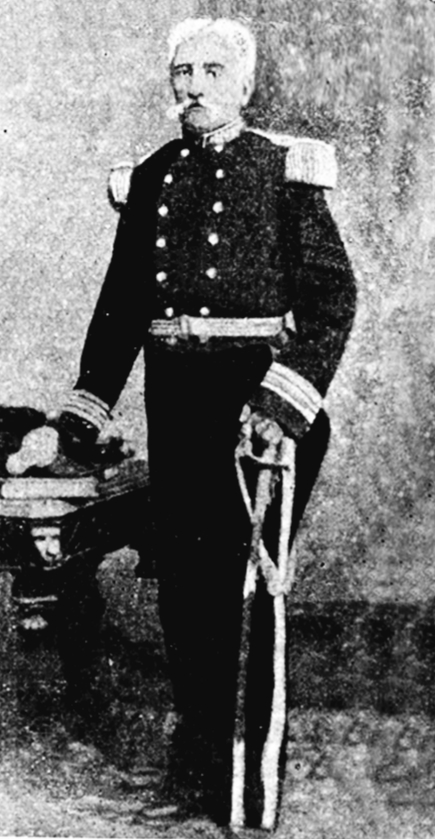
曼努埃尔·安东尼奥·奥尔蒂斯

曼努埃尔·安东尼奥·奥尔蒂斯（西班牙語：Manuel Antonio Ortiz）是一名巴拉圭政治人物，在1840年9月20日何塞·加斯帕尔·罗德里格斯·德·弗朗西亚去世后成为巴拉圭临时军政府的总统。1841年1月22日，他在政变中被推翻。在他被免职后，胡安·何塞·梅迪纳建立了三头同盟来管理国家。